# ۱۹ تیر
۱۹ تیر صد و دوازدهمین روز از سال در گاه‌شماری خورشیدی است. به پایان سال ۲۵۳ روز (۲۵۴ روز در سال کبیسه) باقی‌است.

## رویدادها
- ۱۳۹۲.  قرارداد خرید گاز خط لوله تاپی (ترکمنستان، افغانستان، پاکستان و هند) در اشک‌آباد، پایتخت ترکمنستان امضا شد.
- ۱۳۹۷ - تصادف ۱۳۹۷ سنندج
- ۱۴۰۳ - غرق شدن ناوچه سهند کلاس موج

## زادروزها
- ۱۳۴۲ - فاطمه گودرزی، بازیگر
- ۱۳۶۲ - گلشیفته فراهانی، بازیگر
- ۱۳۷۷ - کیمیا علیزاده، تکواندوکار

## درگذشت‌ها
- ۱۳۹۵ - مهدیه الهی قمشه‌ای، شاعر